# Витебский церковно-археологический музей
Витебский церковно-археологический музей — музей, существовавший в Витебске с 1893 по 1919 год.
Церковные и археологические музеи стали появляться в Беларуси в 1890—1910-х годах. Образовывались они как епархиальные музеи духовного ведомства православного вероисповедания с целью собирания и сохранения предметов местной религиозной старины. Такие музеи были созданы во всех епархиальных городах тогдашнего Северо-Западного края: Витебске, Могилёве, Гродно, Минске и Вильнюсе. Первое древнее хранилище было открыто в Витебске.

## История
Инспектор народных училищ Евдоким Романов выступил с инициативой создания в Витебске церковно-археологического музея. В июне 1892 г. он прислал архиепископа Полоцкого и Витебского Антонин специальную записку, в которой высказал мысль о необходимости собирания по церквям епархии памятников церковной старины, которые уже не применялись во время богослужений, однако представляли «не только местный, но и общий церковно-археологический интерес». В виду имелось древнее церковное одежда, утварь, иконы, старопечатные издания и рукописные книги, колокола, старинные планы уже не существующих храмов — все то, что, по мнению Романова, заслуживала «прилежного сохранения от уничтожения временем и неопытностью лиц, ближайшему наблюдению которых они были доверенный».
Записка Романова была одобрена архиепископом, который на очередном собрании Витебского Свято-Владимирского братства предложил разместить новый музей в одном из пустых комнат архиерейского дома при Николаевском соборе (бывшая иезуитским костёлом св. Иосифа).
Открытие Витебского церковно-археологического музея состоялось 2 сентября 1893 года. К этому времени был закончен ремонт одной из комнат архиерейского дома. Приказ же Синода с разрешением на открытие Витебского церковно-археологического музея и утверждение его устава вышел только 27 октября 1895 г.
Расцвет Витебского церковно-археологического музея пришелся на первое десятилетие его существования. В это время он особенно активно пополнялся новыми материалами, которые поступали от благодетелей из разных округов епархии. Однако первые экспонаты для музея были собраны во время посещения витебских храмов Благовещенской, Ильинской, Петропавловской и церквей Маркова монастыря. В октябре 1893 года епископ Полоцкий и Витебский обратился к настоятелей всех церквей Витебска с предписанием «О передаче предметов, что не применяются во время богослужений и имеют церковно-археологическую ценность, в Витебский церковно-археологический музей».
В 1898 году музейщики осмотрели 17 церквей Лепельского уезда, четыре церкви и три часовни в Городокском уезде Витебской губернии. Вместе эти краеведы исследовали три храма в Витебске, а также составили описание Свято-Николаевского храма в городе Бешенковичи. Результаты последней работы были напечатаны сначала в «Полоцких епархиальных ведомостях», а позже в виде отдельной брошюры.
Коллекция Витебского музея в 1905 году насчитывала 1247 экспонатов, после чего пополнение музея новыми предметами значительно замедлилось.
В 1916 году музей был переименован в Витебское духовно-археологическое общество. В 1917 году музей был разграблен. Церковный археологический музей в Витебске просуществовал до 1919 года, после чего его коллекции были переданы Витебскому губернскому музею.

## Коллекция
Музей сосредоточился в основном на вещах религиозного назначения. Среди нецерковных предметов можно упомянуть небольшую коллекцию монет, медалей, фотографий, несколько десятков деревянных форм для изготовления крашонины. В связи с тем, что историческая и религиозная жизнь региона не была однородной, были собраны предметы, принадлежавшие представителям различных христианских конфессий. Помимо православных, в музее хранились старообрядческие вещи, такие как складни, восьмиконечные кресты, «старообрядческие образы апокрифической письменности», святые, «рукописный сборник произведений старообрядческой литературы» и др. д. Имелись также «образы католического типа», антиминсы, монстранции, кресты с распятиями, более четырех десятков деревянных резных изображений — статуи Христа, Богородицы, ангелов, святых и др. д. Наибольшее количество составляли культовые предметы союзного вероисповедания, так как основное пополнение музея происходило за счет дарения священниками культовых предметов, которые уже не использовались во время богослужений и имели свое происхождение с XVII или XVIII веков., раньше вещи в церквях хранились очень редко из-за частых грабежей. Коллекция музея включает в себя множество унионистских икон, священнические одежды — рясы, фелони, митру униатского архиепископа Антония Селявы, униатской церковную утварь — кубки, чаши мира, потиры, потиры, подсвечники, хоругви, антиминсы, униатские богослужебные книги, портреты униатских церковные иерархи. Полностью перевезены иконостас из униатской церкви св. Николая в г. Бешенковичи, деревянные царские ворота из церкви св. Георгия в г. Витебске, 18 икон из церкви в д. Латыгово, написанные в XVIII в. в музей. местных мастеров, некоторые из которых сохранились до нашего времени.
Был также целый комплекс предметов, связанных с личностью Иосафата Кунцевича. Здесь хранились «образ Иосафата Кунцевича, написанный масляными красками на холсте», деревянная скульптура святого, патир с рельефным изображением Кунцевича в архиерейском облачении, напечатанный кириллицей в Супраслях в XVIII веке. «Месяц сентябрь в 16 день службы святому священномученику Иосафату».
Среди экспонатов музея можно было найти настоящие раритеты белорусской культуры: Евангелия Напрестольное, изданные в Вильнюсе в 1575 году; Евангелия, изданные в Кутеине в 1651 и 1654 гг.; книга «Апостол», напечатанная Спиридоном Соболем в 1638 году в Могилёве; рукописный «сборник хоров и песен в честь Христа, Богородицы, некоторых святых и ангелов на белорусском и польском языках (всего 40 штук)»; вертеп (или корыто) из окрестностей Велижа; рукописная «Книга привилегий города Витебска»; рукописное Евангелие Петропавловской церкви г. Витебска, 1671 г. и многое другое.